# USB memorija
USB flash memorija (eng. USB Flash drive) je uređaj za pohranu podataka, koji se sastoji od NAND flash memorije s integriranim USB (eng. Universal Serial Bus) sučeljem. USB memorija je najčešće vanjska memorija popularno nazvana "USB (memorijski) štapić, odn. "USB (memory) stick" (eng. pen drive, thumb drive), lako prenosiva i malih dimenzija koja se s računalom spaja preko vanjskog USB porta. Mnogo je praktičnija od optičkih medija za pohranu kao npr. CD-a ili DVD-a zbog mogućnosti višestrukog zapisivanja i brisanja te veće mehaničke otpornosti.
USB flash memorija sastoji se od četiri osnovna dijela:
- Standardni-A USB priključak - pruža fizičku vezu s računalom
- USB memorijski kontroler - mali mikrokontroler s manjom količinom ROM-a i RAM-a
- NAND flash memorijski čip - za spremanje podataka
- Kristalni oscilator - proizvodi signal vremenskog vođenja (eng. clock signal) i kontrolira prijenos podataka